# Ахмед Ясір
Ахмед Яссер Ель-Мохаммаді Абдельрахман (араб. أحمد ياسر المحمدي; нар. 17 травня 1994, Доха, Катар) — катарський футболіст єгипетського походження, центральний захисник клубу «Ад-Духаїль».

## Особисте життя
Народився в родині етнічних єгиптян у Досі. Його батько, Яммер Ельмахаммаді, був професіональним єгипетським футболістом 1970-х років. Брат інших гравців національної збірної Катару Хуссейна Яссера та Мохаммеда Яссера.

## Клубна кар'єра

### «Лехвія»
Народився в Дохі, вихованець катарської «Аспайр Академі». У 2011 році приєднався до «Лехвії», дебютував у команді 8 квітня того ж року, вийшовши в стартовому складі нічийного (1:1) поєдинку Ліги зірок Катару проти «Аль-Харатіята».
Ясір почав регулярно грати в наступних сезонах, але переважно використовувався у Лізі чемпіонів АФК. Дебютував за команду у вище вказаному турнірі 1 травня 2020 року, вийшовши у стартовому складі в програному (0:3) поєдинку проти «Аль-Аглі».
2 січня 2014 року, граючи за Катар на чемпіонаті Федерації футболу Західної Азії 2014 року, Футбольна асоціація Катару відсторонила Ахмеда через дисциплінарні проблеми. Він був відсторонений від гри за свій клуб до кінця сезону, а також позбавлений зарплати.

### «Культураль Леонеса»
14 липня 2017 року перейшов у клуб Сегунда Дивізіону «Культураль Леонеса». Дебютував за новий клуб 10 вересня, вийшовши на поле в стартовому складі в нічийному (4:4) поєдинку проти «Вальядоліда».
Ясер відзначився першим голом за кордоном 17 вересня 2017 року, в переможному (3:2) домашньому поєдинку проти «Уески».

### «Віссел Кобе»
У серпні 2018 року Ясіра орендував «Віссел Кобе» з Джей-ліги 1.

## Кар'єра в збірній
У футболці національної збірної Катару дебютував 26 березня 2013 року, вийшовши на поле в програному (1:2) виїзному поєдинку проти Південної Кореї. У складі олімпійської збірної Катару виступав на молодіжному чемпіонаті Азії 2016 року, 22 січня відзначився голом у воротах збірної Північної Кореї (перший гол Ахмеда за національні збірні країни).

## Титули та досягнення
- Чемпіон Катару (6):

«Ад-Духаїль»: 2011–12, 2013-14, 2014-15, 2016-17, 2019-20
- Володар Кубка Еміра Катару (2):

«Ад-Духаїль»: 2016, 2019
- Володар Кубка наслідного принца Катару (2):

«Ад-Духаїль»: 2013, 2015
- Володар Кубка шейха Яссіма (2):

«Ад-Духаїль»: 2015, 2016
Збірні
- Переможець Чемпіонату Західної Азії: 2013